# Śmierć binarna (film)
Śmierć binarna (ang. Pursuit) – amerykański thriller z 1972 roku w reżyserii Michaela Crichtona na podstawie jego powieści o tym samym tytule wydanej pod pseudonimem John Lange.

## Główne role
- Ben Gazzara – Steven Graves
- E.G. Marshall – James Wright
- William Windom – Robert Phillips
- Joseph Wiseman – Dr Nordman
- Jim McMullan – Lewis
- Martin Sheen – Timothy Drew
- Will Kuluva – Dr Wolff
- Hank Brandt – Agent
- Quinn K. Redeker – Kapitan Morrison